# Dwuznacznie
Dwuznacznie – pierwszy album studyjny polskiego rapera Te-Trisa. Wydawnictwo ukazało się 9 września 2009 roku nakładem wytwórni muzycznej Reformat Records w dystrybucji Fonografiki. Produkcji nagrań podjęli się, sam Te-Tris, a także Qciek, Stona, O.S.T.R., DJ Creon, DJ Tort oraz Urbek. Z kolei wśród gości na płycie znaleźli się m.in. Pogz, Łona i W.E.N.A.

## Lista utworów
Opracowano na podstawie materiału źródłowego.
1. "Obudź się" (produkcja: Qciek, gościnnie: Milumilu, Panna Ania, keyboard: Tort, Sir Michu, gitara basowa: Emilii Jones, miksowanie: DJ Zero, mastering: Jacek Gawłowski) - 3:35[A]
2. "Na tacy" (produkcja: Stona, keyboard: Sir Michu, perkusja: Bartosz Krajewski, gitara basowa: Emilii Jones, miksowanie: DJ Zero, mastering: Jacek Gawłowski) - 4:11
3. "Skr." (produkcja: O.S.T.R., gościnnie: Milumilu, keyboard: Sir Michu, gitara basowa: Emilii Jones, miksowanie: DJ Zero, mastering: Jacek Gawłowski) - 3:25
4. "Autorytet" (produkcja: DJ Creon, gitara basowa: Emilii Jones, miksowanie: DJ Zero, mastering: Jacek Gawłowski) - 3:17
5. "Jeden świat" (produkcja: Qciek, Te-Tris, gościnnie: W.E.N.A., keyboard: Tort, perkusja: Adam Tkaczyk, Bartosz Krajewski, gitara basowa: Emilii Jones, miksowanie: DJ Zero, mastering: Jacek Gawłowski) - 4:27
6. "Dwuznacznie" (produkcja: Te-Tris, keyboard: Tort, perkusja: Bartosz Krajewski, gitara basowa: Emilii Jones, miksowanie: DJ Zero, mastering: Jacek Gawłowski) - 3:33
7. "TeTrock" (produkcja: Te-Tris, perkusja: Bartosz Krajewski, gitara basowa: Emilii Jones, miksowanie: DJ Zero, mastering: Jacek Gawłowski) - 3:11
8. "Nieodwracalnie" (produkcja: O.S.T.R., gościnnie: Pogz, gitara basowa: Emilii Jones, miksowanie: DJ Zero, mastering: Jacek Gawłowski) - 3:53
9. "Tam i z powrotem (dookoła)" (produkcja: O.S.T.R., gościnnie: Łona, keyboard: Sir Michu, gitara basowa: Emilii Jones, miksowanie: DJ Zero, mastering: Jacek Gawłowski) - 2:51
10. "IDeał" (produkcja: Tort, Qciek, keyboard: Tort, gitara basowa: Emilii Jones, miksowanie: DJ Zero, mastering: Jacek Gawłowski) - 2:40
11. "Portfimao" (produkcja: Te-Tris, keyboard: Sir Michu, gitara basowa: Emilii Jones, miksowanie: DJ Zero, mastering: Jacek Gawłowski) - 4:35
12. "Chemafi" (produkcja: Qciek, keyboard: Tort, SIr Michu, gitara basowa: Emilii Jones, miksowanie: DJ Zero, mastering: Jacek Gawłowski) - 3:21
13. "Magnum 2" (produkcja: Te-Tris, perkusja: Bartosz Krajewski, gitara basowa: Emilii Jones, miksowanie: DJ Zero, mastering: Jacek Gawłowski) - 3:18
14. "Bez wazeliny (każdy wers)" (produkcja: Urbek, gościnnie: O.S.T.R., gitara basowa: Emilii Jones, miksowanie: DJ Zero, mastering: Jacek Gawłowski) - 3:18
15. "Zyskistraty" (produkcja: O.S.T.R., gościnnie: Esdwa, gitara basowa: Emilii Jones, miksowanie: DJ Zero, mastering: Jacek Gawłowski) - 3:07
16. "MaMa" (produkcja, keyboard: DJ Tort, perkusja: Bartosz Krajewski, gitara basowa: Emilii Jones, miksowanie: DJ Zero, mastering: Jacek Gawłowski) - 4:34[B]
17. "My-wy-gramy" (produkcja: Te-Tris, keyboard: Sir Michu, perkusja: Bartosz Krajewski, gitara basowa: Emilii Jones, miksowanie: DJ Zero, mastering: Jacek Gawłowski) - 4:01

Notatki
- A^ W utworze wykorzystano sample z piosenki  "Ja nie chcę z tobą być" w wykonaniu Anny Jantar[6].
- B^ W utworze wykorzystano sample z piosenki "Singing a Song for My Mother" w wykonaniu Hamiltona Bohannona[6].

Singel
| Obudź się/TeTrock |
| --- |
| 1. "Obudź się" (produkcja: Qciek, gościnnie: Milumilu, Panna Ania, keyboard: Tort, Sir Michu, gitara basowa: Emilii Jones, miksowanie: DJ Zero, mastering: Jacek Gawłowski) - 3:35 2. "TeTrock" (produkcja: Te-Tris, gitara: Daddy Raffi, perkusja: Bartosz Krajewski, gitara basowa: Emilii Jones, scratche: DJ Tort, miksowanie: DJ Zero, mastering: Jacek Gawłowski) - 3:11 3. "TeTrock" (A capella) - b.d. 4. "Obudź się/TeTrock" (teledysk) - 4:58 (reżyseria - utwór "Obudź się": Tomasz Gilewicz, Robert Drobniuch, Krzysztof Kiziewicz, reżyseria - utwór "TeTrock": Krzysztof Kiziewicz, Robert Burzyński) |